# 化学品
化学品（、英: chemicals）は、化学的な組成、性質を特徴とする商品。工業原料として用いられることが多いため、工業薬品、化成品などとも呼ばれる。
重曹（炭酸水素ナトリウム）のような粉末で純度の高い単一組成のもののほか、硫酸や液体苛性ソーダの様な水溶液のもの、塗料用ワニス、溶剤、ポリウレタン原料、樹脂コンパウンドの様な混合物として流通しているものもある。また、高圧ガスなどの気体を圧縮したものもある。
ゴムの成型品、塗料、印刷インキ、医薬品、医薬中間物、食品添加物、工業用油脂などを、化学品として扱うか、または医薬品など他の分類で扱うか、その範囲は文化によって異なる。